# Kronologija metala
Kronologija metala zajema pomembnejše dogodke v metalu, kot so ustanovitve in razpadi pomembnejših skupin, izdani albumi in drugi dogodki, ki so zaznamovali zgodovino metala. Seznam zajema dogodke iz poznih šestdesetih let 20. stoletja do sedanjosti in se ne omejuje striktno na metalski žanr.
1968 - 1969 - 1970 - 1971 - 1972 - 1973 - 1974 - 1975 - 1976 - 1977 - 1978 - 1979 - 1980 - 1981 - 1982 - 1983 - 1984 - 1985 - 1986 - 1987 - 1988 - 1989 - 1990 - 1991 - 1992 - 1993 - 1994 - 1995 - 1996 - 1997 - 1998 - 1999 - 2000 - 2001 - 2002 - 2003 - 2004 - 2005 - 2006

## 1968
- Ustanovljene skupine
  - Alice Cooper
  - Deep Purple
  - Led Zeppelin
  - Rush

- Albumi

- Razpadle skupine

- Dogodki

## 1969
- Ustanovljene skupine
  - Black Sabbath
  - Uriah Heep

- Albumi
  - Led Zeppelin - Led Zeppelin
  - Led Zeppelin - Led Zeppelin II
  - The Who - Tommy

- Razpadle skupine
- Dogodki
  - Hard rock skupina The Who izda album Tommy, ki postane zgled za ostale izvajalce v tem žanru.

## 1970
- Ustanovljene skupine

- Albumi
  - Black Sabbath - Black Sabbath
  - Black Sabbath - Paranoid
  - Led Zeppelin - Led Zeppelin III

- Razpadle skupine

- Dogodki

## 1971
- Ustanovljene skupine
- Queen

- Albumi
  - Black Sabbath - Master of Reality
  - The Who - Who's Next
  - Led Zeppelin - Led Zeppelin IV
  - Alice Cooper - Love It to Death
- Razpadle skupine

- Dogodki

## 1972
- Ustanovljene skupine

- Albumi
  - Black Sabbath - Vol. 4

- Razpadle skupine
- Dogodki

## 1973
- Ustanovljene skupine
  - AC/DC
  - Bad Company

- Albumi
  - Black Sabbath - Sabbath Bloody Sabbath
  - Led Zeppelin - Houses of the Holy
  - Queen - Queen (album)

- Razpadle skupine

- Dogodki

## 1974
- Ustanovljene skupine
  - Twisted Sister
  - Van Halen
  - Y&T
- Albumi
  - Judas Priest - Rocka Rolla
  - Queen - Queen II
  - Queen - Sheer Heart Attack
  - Rush - Rush

- Razpadle skupine

- Dogodki

## 1975
- Ustanovljene skupine
  - Iron Maiden
  - Motörhead
  - Rainbow

- Albumi
  - Black Sabbath - Sabotage
  - Led Zeppelin - Physical Graffiti
  - Queen - A Night at the Opera
  - Rush - Caress of Steel
  - Rush - Fly by Night

- Razpadle skupine

- Dogodki
  - Lucas Fox, prvotni član skupine Motörhead zapusti skupino. Nasledi ga Phil "Philthy Animal" Taylor.

## 1976
- Ustanovljene skupine
  - Quiet Riot
  - Running Wild

- Albumi
  - Black Sabbath - Technical Ecstasy
  - Black Sabbath - We Sold Our Soul for Rock 'n' Roll
  - Judas Priest  - Sad Wings of Destiny\
  - Led Zeppelin - Presence
  - Queen - A Day at the Races
  - Rush - 2112

- Razpadle skupine

- Dogodki
  - Kitarist "Fast" Eddie Clark se pridruži skupini Motörhead, Larry Wallis pa skupino zapusti po mesecu dni.

## 1977
- Ustanovljene skupine
  - Def Leppard

- Albumi
  - Motörhead - Motörhead
  - Ted Nugent - Cat Scratch Fever
  - Rush - A Farewell to Kings

- Razpadle skupine

- Dogodki

## 1978
- Ustanovljene skupine
  - Dokken
  - Whitesnake

- Albumi
  - Judas Priest - Stained Class
  - Rush - Hemispheres
  - Van Halen - Van Halen

- Razpadle skupine

- Dogodki
  - Bobnar Rick Allen se pri 15 letih pridruži skupini Def Leppard kot stalni bobnar.

## 1979
- Ustanovljene skupine
  - Venom

- Albumi
  - AC/DC - Highway to Hell
  - Judas Priest - Hell Bent for Leather
  - Judas Priest - Unleashed in the East
  - Motörhead - On Parole
  - Motörhead - Overkill
  - Motörhead - Bomber
  - Van Halen - Van Halen II

- Razpadle skupine

- Dogodki
  - Ozzy Osbourne zapusti skupino Black Sabbath.

## 1980
- Ustanovljene skupine
  - Manowar

- Albumi
  - AC/DC - Back in Black
  - Angel Witch - Angel Witch
  - Black Sabbath - Heaven and Hell
  - Motörhead - Ace of Spades
  - Van Halen - Women and Children First
  - Iron Maiden - Iron Maiden

- Razpadle skupine

- Dogodki
  - Bon Scott, pevec skupine AC/DC, umre 19. februarja pri 33 letih zaradi popivanja.
  - Dennis Stratton, kitarist skupine Iron Maiden, zapusti skupino. Nadomesti ga Adrian Smith.

## 1981
- Ustanovljene skupine
  - DDark Angel
  - Metallica
  - Slayer

- Albumi
  - Iron Maiden - Killers
  - Mötley Crüe - Too Fast For Love
  - Motörhead - No Sleep 'til Hammersmith
  - Rush - Moving Pictures
  - Van Halen - Fair Warning

- Razpadle skupine

- Dogodki

## 1982
- Ustanovljene skupine
  - Death Angel
  - Napalm Death
  - Pantera
  - W.A.S.P.

- Albumi
  - Iron Maiden - The Number of the Beast
  - Judas Priest - Screamin' for Vengeance
  - Motörhead - Iron Fist
  - Quiet Riot - Metal Health
  - Rush - Signals
  - Twisted Sister - Under the Blade
  - Van Halen - Diver Down
  - Y&T - Black Tiger

- Razpadle skupine

- Dogodki
  - Album skupine Iron Maiden The Number Of The Beast postane prvi metalski album, ki doseže prvo mesto na angleških glasbenih lestvicah.
  - Kitarist Motörheadov "Fast" Eddie Clarke zapusti skupino; nasledi ga Brian Robertson, bivši član skupine Thin Lizzy.
  - Skupino Iron Maiden zapusti pevec Paul Di'Anno, zaradi prevelike ljubezni do alkohola ter drog. Nadomesti ga Bruce Dickinson, ki nastopi na albumu The Number of the Beast, ter postane eden najpomembnejsih "frontmanov" v metalu na svetu.
  - Metal Health, album skupine Quiet Riot, postane prvi metalski album, ki doseže prvo mesto na Billboardovi glasbeni lestvici v ZDA, kjer ga nasledijo albumi skupin Twisted Sister, Mötley Crue in Judas Priest.
  - Singel skupine Judas Priest - You've Got Another Thing Comin', postane prvi metalski singel, ki se prebije med prvih dvajset singlov Billboardove glasbene lestvice.
  - Skupino Iron Maiden zapusti pevec Paul Di'Anno, zaradi prevelike ljubezni do alkohola ter drog. Nadomesti ga Bruce Dickinson, ki nastopi na albumu The Number Of The Beast, ter postane eden najpomembnejših "frontmanov" v metalu na svetu.

## 1983
- Ustanovljene skupine
  - Death
  - Helloween
  - Mayhem
  - Megadeth
  - Metal Church

- Albumi
  - AC/DC - Flick of the Switch
  - Def Leppard - Pyromania
  - Iron Maiden - Piece of Mind
  - Metallica - Kill 'Em All
  - Motörhead - Another Perfect Day

- Razpadle skupine

- Dogodki
  - Proti koncu leta bobnar Phil "Philthy Animal" Taylor in kitarist Brian Robertson zapustita Motörhead. Skupina nadaljuje v novi, 4-članski postavi (Kilmister/Campbell/Burston/Gill).
  - Skupino Iron Maiden zapusti bobnar Clive Burr. Nadomesti ga Nicko McBrian, ki prvič nastopi na albumu Piece of Mind.

## 1984
- Ustanovljene skupine
  - Sepultura
  - Soundgarden

- Albumi
  - Dokken - Tooth And Nail
  - Iron Maiden - Powerslave
  - Judas Priest - Defenders of the Faith
  - Yngwie J. Malmsteen - Rising Force
  - Metallica - Ride The Lightning
  - Motörhead - No Remorse
  - Quiet Riot - Condition Critical
  - Twisted Sister - Stay Hungry
  - Van Halen - 1984
  - Steve Vai - Flex-Able
  - W.A.S.P. - W.A.S.P.

- Razpadle skupine

- Dogodki
  - Bobnar Def Leppardov Rick Allen zgubi roko v avtomobilski nesreči na 31. december.

## 1985
- Ustanovljene skupine
  - Carcass
  - Guns n' Roses

- Albumi
  - Anthrax - Spreading the Disease
  - Dokken - Under Lock And Key
  - Yngwie J. Malmsteen - Marching Out
  - Megadeth - Killing Is My Business... And Business Is Good!
  - Metal Church - Metal Church
  - Y&T - Down for the Count
  - Iron Maiden - Live After Death

- Razpadle skupine

- Dogodki
  - Pevec skupine Van Halen David Lee Roth zapusti skupino in začne solo kariero. Nasledi ga Sammy Hagar.

## 1986
- Ustanovljene skupine

- Albumi
  - Bon Jovi - Slippery When Wet
  - Iron Maiden - Somewhere in Time
  - Judas Priest - Turbo
  - Yngwie J. Malmsteen - Trilogy
  - Megadeth - Peace Sells... But Who's Buying?
  - Metallica - Master of Puppets
  - Motörhead - Orgasmatron
  - Ozzy Osbourne - The Ultimate Sin
  - Slayer - Reign in Blood
  - Van Halen - 5150

- Razpadle skupine

- Dogodki

27. septembra umre na Švedskem 24-letni basist Metallice Cliff Burton.

## 1987
- Ustanovljene skupine
  - Alice in Chains
  - Bolt Thrower
  - Danzig

- Albumi
  - Alice Cooper - Constrictor
  - Anthrax - Among the Living
  - Anthrax - I'm the Man (EP)
  - Death - Scream Bloody Gore
  - Def Leppard - Hysteria
  - Dokken - Back For The Attack
  - Guns n' Roses - Appetite for Destruction
  - Judas Priest - Priest.... Live
  - Metal Church - The Dark
  - Motörhead - Rock 'n' Roll
  - Napalm Death - Scum
  - Overkill - Taking Over
  - Joe Satriani - Surfing With the Alien
  - Soundgarden - Scraming Life
  - Testament - The Legacy
  - White Lion - Pride
  - Y&T - Contagious

- Razpadle skupine
  - Twisted Sister

- Dogodki
  - Iron Maiden nastopijo na festivalu v Donningtonu Monsters of Rock, skupaj z KISS, Guns n' Roses, Dokken, Whitesnake and Helloween.
  - Motörheadov bobnar Pete Gill zapusti skupino. Nasledi ga bivši član Phil Taylor.

## 1988
- Ustanovljene skupine
  - Skid Row
  - Nine Inch Nails

- Albumi
  - AC/DC - Blow Up Your Video
  - Alice Cooper - Raise Your Fist And Yell
  - Anthrax - State of Euphoria
  - Jason Becker - Perpetual Burn
  - Danzig - Danzig
  - Death - Leprosy
  - Dokken - Beast From The East
  - Yngwie J. Malmsteen - Odyssey
  - Megadeth - So Far, So Good... So What
  - Metallica - ...And Justice for All
  - Motörhead - No Sleep At All
  - Overkill - Under the Influence
  - Soundgarden - Fopp
  - Soundgarden - Ultramega OK
  - Testament - The New Order
  - Van Halen - OU812
  - Iron Maiden - 7th Son of a 7th Son

- Razpadle skupine

- Dogodki

## 1989
- Ustanovljene skupine
  - Dark Tranquillity

- Albumi
  - Alice Cooper - Trash
  - Bolt Thrower - Realm Of Chaos - Slaves To Darkness
  - Faith No More - The Real Thing
  - Great White - ...Twice Shy
  - Richie Kotzen - Richie Kotzen
  - Yngwie J. Malmsteen - Trial By Fire: Live in Leningrad
  - Metal Church - Blessing in Disguise
  - Mr. Big - Mr. Big
  - Mötley Crüe - Dr. Feelgood
  - Nine Inch Nails - Pretty Hate Machine
  - Overkill - The Years of Decay
  - Ozzy Osbourne - No Rest for the Wicked
  - Primus - Suck on This
  - Rush - A Show of Hands
  - Rush - Presto
  - Joe Satriani - Flying in a Blue Dream
  - Sepultura - Beneath the Remains
  - Skid Row - Skid Row
  - Soundgarden - Flower
  - Soundgarden - Louder Than Love
  - Testament - Practice What You Preach
  - W.A.S.P. - The Headless Children
  - White Lion - Big Game

- Razpadle skupine
  - Dokken

- Dogodki

## 1990
- Ustanovljene skupine
  - At the Gates
  - Fear Factory
  - Infectious Grooves
  - In Flames
  - Kyuss
  - Lamb of God
  - Pearl Jam
  - Opeth
  - Tool

- Albumi
  - AC/DC - The Razor's Edge
  - Alice in Chains - Facelift
  - Anthrax - Persistence of Time
  - Death - Spiritual healing
  - Death Angel - Act III
  - Extreme - Pornograffiti
  - Richie Kotzen - Fever Dream
  - Yngwie J. Malmsteen - Eclipse
  - Monster Magnet - Monster Magnet
  - Pantera - Cowboys From Hell
  - Primus - Frizzle Fry
  - Slayer - Seasons in the Abyss
  - Soundgarden - Screaming Life/Fopp
  - Steve Vai - Passion and Warfare
  - Testament - Souls of Black
  - Iron Maiden - No Prayer for the Dying

- Razpadle skupine
  - Quiet Riot

- Dogodki
  - Skupino Iron Maiden zapusti dolgoletni kitarist Adrian Smith. kupini se pridruži Janick Gers, ki zaslovi kot "akrobat s kitaro", saj je njegova kitara povsot... Prvič nastopi na albumu No Prayer for the Dying.

## 1991
- Ustanovljene skupine
  - Rage Against the Machine

- Albumi
  - Anthrax - Attack of the Killer B's
  - Bolt Thrower - War Master
  - Death - Human
  - Great White - Hooked
  - Infectious Grooves - The Plague That Makes Your Booty Move...It's the Infectious Grooves
  - Richie Kotzen - Electric Joy
  - Kyuss - Wretch
  - Yngwie J. Malmsteen - The Yngwie Malmsteen Collection
  - Metal Church - The Human Factor
  - Metallica - Metallica
  - Monster Magnet - Spine of God
  - Motörhead - 1916
  - Mr. Big - Lean Into It
  - Ozzy Osbourne - No More Tears
  - Pearl Jam - Ten
  - Primus - Sailing the Seas of Cheese
  - Rush - Roll the Bones
  - Sepultura - Arise
  - Skid Row - Slave to the Grind
  - Soundgarden - Badmotorfinger
  - Van Halen - For Unlawful Carnal Knowledge

- Razpadle skupine
  - Death Angel

- Dogodki
  - Freddie Mercury, pevec skupine Queen umre 22. novembra, za posledicami AIDS-a.
  - Drugi album skupine Skid Row's - Slave to the Grind, postane prvi in edini prvouvrščeni klasični heavy metal album na Billboardovi glasbeni lestvici, v thrash metalu pa to uspe Metallici z istoimenskim albumom Metallica (Black Album).

## 1992
- Ustanovljene skupine
  - Edguy

- Albumi
  - Guns n' Roses - Use your illusion
  - Alice in Chains - Dirt
  - Alice in Chains - Sap
  - Bolt Thrower - The IVth Crusade
  - Def Leppard - Adrenalize
  - Faith No More - Angel Dust
  - Fear Factory - Soul of a New Machine
  - Kyuss - Blues for the Red Sun
  - Yngwie J. Malmsteen - Fire and Ice
  - Megadeth - Countdown to Extinction
  - Monster Magnet - 25............Tab
  - Motörhead - March or Die
  - Nine Inch Nails - Broken
  - Pantera - Vulgar Display of Power
  - Primus - Miscellaneous Debris
  - Rage Against the Machine - Rage Against the Machine
  - Suicidal Tendencies - Art of Rebellion
  - Iron Maiden -  Fear of the Dark

- Dogodki
  - V marcu je organiziran koncert za pokojnega Freddia Mercurya, uradno imenovan The Freddie Mercury Tribute Concert. Na njem nastopijo poleg takrat največjih metalskih zvezd kot so Guns N' Roses, Def Leppard, Metallica, Extreme in Spinal Tap tudi legende Robert Plant (Led Zeppelin), Roger Daltrey (The Who) in Tony Iommi (Black Sabbath).

## 1993
- Ustanovljene skupine
  - Children Of Bodom
  - Dark Funeral
  - KoЯn

- Albumi
  - Anthrax - Sound of White and Noise
  - Def Leppard - Retro Active
  - Death - Individual thought patterns
  - Infectious Grooves - Sarsippius' Ark
  - Monster Magnet - Superjudge
  - Motörhead - Bastards
  - Mr. Big - Bump Ahead
  - Primus - Pork Soda
  - Rush - Counterparts
  - Sepultura - Chaos A.D.
  - Tool - Undertow
  - Steve Vai - Sex and Religion
  - Van Halen - Live: Right Here, Right Now
  - Iron Maiden - A Real Live/Dead One
  - Iron Maiden - Live at Donington

- Razpadle skupine

- Dogodki
  - Dokken korenito spremenijo postavo in se odpravijo na turnejo z novim albumom.
  - Iron Maiden zapusti slavni pevec Bruce Dickinson. To leto izdajo tudi dva live CDja, posneta na Fear of the Dark turneji.

## 1994
- Ustanovljene skupine
  - Down
  - Destroyer 666
  - Heavenly
  - Rammstein

- Albumi
  - Alice in Chains - Jar of Flies
  - Black Sabbath - Cross Purposes
  - Bolt Thrower - ...For Victory
  - Dream Theater - Awake
  - Infectious Grooves - Groove Family Cyco
  - King's X - Dogman
  - KoЯn - KoЯn
  - Kyuss - Welcome to Sky Valley
  - Machine Head - Burn My Eyes
  - Yngwie J. Malmsteen - he Seventh Sign
  - Megadeth - Youthanasia
  - Metal Church - Hanging in the Balance
  - Nine Inch Nails - The Downward Spiral
  - Overkill - W.F.O.
  - Pantera - Far Beyond Driven
  - Slayer - Divine Intervention
  - Soundgarden - Superunknown
  - Testament - Low
  - The 3rd and the Mortal - Sorrow
  - The 3rd and the Mortal - Tears Laid in Earth

- Razpadle skupine

- Dogodki
  - Metalska radijska postaja KNAC iz Los Angelosa je prodan neki španski radijski postaji.

## 1995
- Ustanovljene skupine
  - System of a Down
  - Trapt

- Albumi
  - AC/DC - Ballbreaker
  - Alice in Chains - Alice in Chains
  - Black Sabbath - Forbidden
  - Death - Symbolic
  - Fear Factory - Demanufacture
  - Kyuss - ...And the Circus Leaves Town
  - Yngwie J. Malmsteen - Magnum Opus
  - Monster Magnet - Dopes to Infinity
  - Motörhead - Sacrifice
  - Rammstein - Herzeleid
  - Skid Row - Subhuman Race
  - Soundgarden - Songs from the Superunknown
  - The 3rd and the Mortal - Nightswan
  - Steve Vai - Alien Love Secrets
  - Van Halen - Balance
  - White Zombie - Astro Creep: 2000
  - Iron Maiden - The X Factor

- Razpadle skupine
  - Kyuss

- Dogodki
  - Motörheadov kitarist Michael "Wurzel" Burston zapusti skupino.
  - Iron Maiden najde nadomestilo za bivšega pevca. To je Blaze Bayley, ki sicer ne zaslovi tako kot Bruce Dickinson a vseeno odlično nastopi na albumu The X Factor.

## 1996
- Ustanovljene skupine
  - Shadows Fall

- Albumi
  - Alice in Chains - Unplugged
  - Iced Earth - The Dark Saga
  - Korn - Life Is Peachy
  - Metallica - Load
  - Ministry - Filth Pig
  - Motörhead - Overnight Sensation
  - Neurosis - Through Silver in Blood
  - Pantera - The Great Southern Trendkill
  - Rush - Test for Echo
  - Sepultura - Roots
  - Soundgarden - Down on the Upside
  - The 3rd and the Mortal - Painting on Glass
  - Tool - Ænima
  - Steve Vai - Fire Garden
  - Van Halen - Best of Volume I

- Razpadle skupine
  - Down
  - Prong

- Dogodki

## 1997
- Ustanovljene skupine
  - Pig Destroyer
  - Queens of the Stone Age
  - Static-X

- Albumi
  - Judas Priest - Jugulator
  - Yngwie J. Malmsteen - Facing the Animal
  - Megadeth - Cryptic Writings
  - Metallica - ReLoad
  - Rammstein - Sehnsucht
  - Soundgarden - A-Sides
  - The 3rd and the Mortal - In This Room
  - The 3rd and the Mortal - Streams
  - Iron Maiden - The Best of the Beast

- Razpadle skupine
  - Soundgarden

- Dogodki
  - Iron Maiden izda best of The Best of the Beast, ter začne razmišljati o upokojitvi.

## 1998
- Ustanovljene skupine
  - God Forbid

- Albumi
  - Fear Factory - Obsolete
  - Death - The sound of perseverance
  - Iron Maiden - Virtual XI
  - Korn - Follow the Leader
  - Yngwie J. Malmsteen - Concerto Suite for Electric Guitar and Orchestra in Em, Opus 1
  - Yngwie J. Malmsteen - LIVE!
  - Monster Magnet - Powertrip
  - Motörhead - Snake Bite Love
  - Queens of the Stone Age - Queens of the Stone Age
  - System of a Down - System of a Down
  - Van Halen - Van Halen III

- Razpadle skupine
  - Faith No More

- Dogodki
  - Iron Maiden se odloči, da bo album Virtual XI zadnji album z Blazom Bayleyom, ter upajo, da se bo Bruce Dickinson vrnil, kar se leta 1999 tudi zgodi.

## 1999
- Ustanovljene skupine
  - Bleeding Through
  - Dragonforce

- Albumi
  - Alice in Chains - Nothing Safe: Best of the Box
  - Alice in Chains - Music Bank
  - Korn - Issues
  - Yngwie J. Malmsteen - Alchemy
  - Motörhead - Everything Louder Than Everyone Else
  - Nine Inch Nails - The Fragile
  - Rammstein - Live Aus Berlin
  - Static-X - Wisconsin Death Trip
  - Steve Vai - The Ultra Zone
  - Iron Maiden - Ed Hunter

- Razpadle skupine
  - Rush
  - Death

- Dogodki
  - V skupino Iron Maiden se vrne Bruce Dickinson, ter skupina izda dvojni best off ter računalniško igrico Ed Hunter.

## 2000
- Ustanovljene skupine
  - Killswitch Engage

- Albumi
  - Alice in Chains - Live
  - Infectious Grooves - Mas Borracho
  - Iron Maiden - Brave New World
  - Yngwie J. Malmsteen - War to End All Wars
  - Monster Magnet - God Says No
  - Motörhead - We Are Motörhead
  - Pantera - Reinventing The Steel
  - Queens of the Stone Age - R
  - Static-X - The Death Trip Continues

- Razpadle skupine
  - Rage Against the Machine

- Dogodki
  - Metallica objavi pesem "I Disapper", ki ni bila nikoli izdana na nobenem studijskem albumu in se pojavi v filmu Mission: Impossible II.
  - Iron Maiden nastopi na Brazilskem festivalu Rock in Rio, kot glavna skupina, ter leto kasneje izda cd ter dvd z istoimenskim naslovom.

## 2001
- Ustanovljene skupine
  - Atreyu
  - Audioslave

- Albumi
  - Alice in Chains - Greatest Hits
  - Fear Factory - Digimortal
  - Rammstein - Mutter
  - Static-X - Machine
  - System of a Down - Toxicity
  - Tool - Lateralus
  - Iron Maiden -  Rock in Rio

- Razpadle skupine

- Dogodki
  - Skupina Down se na novo ustanovi.
  - Rush ponovno začnejo delovati.
  - Kitarist kultne skupine Death, Chuck Schuldiner, 13. decembra umre pri 34 letih zaradi možganskega tumorja.
  - Metallicin basist Jason Newsted (ki se je pridrućil skupini po smrti Cliffa Burtona) zapusti skupino in se pridruži zasedbi Voivod.

## 2002
- Ustanovljene skupine
  - PROBOT

- Albumi
  - Def Leppard - X
  - Down - Down II: A Bustle in Your Hedgerow
  - Fear Factory - Concrete
  - Korn - Untouchables
  - Yngwie J. Malmsteen - Attack!!
  - Yngwie J. Malmsteen - Concerto Suite LIVE
  - Motörhead - Hammered
  - Queens of the Stone Age - Songs for the Deaf
  - Rush - Vapor Trails
  - System of a Down - Steal This Album!
  - The 3rd and the Mortal - Memoirs
  - Trapt - Trapt
  - Iron Maiden - Edward the Great

- Razpadle skupine
  - Fear Factory

- Dogodki
  - Layne Staley, pevec skupine Alice in Chains, 5. aprila umre zaradi prekomerne doze heroina.
  - Iron Maaiden izdajo še en best of, imenovan Edward the Great.

## 2003
- Ustanovljene skupine
  - Damageplan

- Albumi
  - Children Of Bodom - Hate Crew Deathroll
  - Iron Maiden - Dance of Death
  - Korn - Take a Look in the Mirror
  - Metallica - St. Anger
  - Motörhead - Live At Brixton Academy The Complete Concert
  - Shadows Fall - War Within
  - Static-X - Shadow Zone

- Razpadle skupine

- Dogodki
  - Fear Factory ponovno začnejo delovati v prvotni zasedbi, razen kitarista Dina Cazaresa.
  - Metallica se vrne v studio z novim basistom Robertom Trujillom; še isto leto izdajo album St. Anger.
  - MTV2 oživi kultno metalsko oddajo Headbangers' Ball.

## 2004
- Ustanovljene skupine

- Albumi
  - Damageplan - New Found Power
  - Dokken - Hell to Pay
  - Fear Factory - Archetype
  - Korn - Greatest Hits, Volume 1
  - Metal Church - The Weight of the World
  - Monster Magnet - Monolithic Baby
  - Motörhead - Inferno
  - PROBOT - PROBOT
  - Queens of the Stone Age - Stone Age Complications
  - Rammstein - Reise, Reise
  - Rush - Feedback
  - Static-X - Beneath, Between, Beyond
  - Van Halen - The Best of Both Worlds
  - Velvet Revolver - Contraband

- Razpadle skupine

- Dogodki
  - Radijska postaja v San Joseu 92 KSJO objavi novico, da so kot 10 let pred njimi KNAC, prodani neki španski radijski postaji.
  - 8. decembra je med koncertom Damageplana ubit kultni Panterin kitarist Dimebag Darrell.
  - Van Halen se zopet združi z Sammy Hagarjem (ki je bil zamenjan leta 1996) in se odpravi na turnejo z novim albumom.

## 2005
- Ustanovljene skupine

- Albumi
  - AC/DC - Strap it On
  - Alice in Chains - The Essential Alice in Chains
  - Audioslave - Out of Exile
  - Fear Factory - Transgression
  - Judas Priest - Angel of Retribution
  - Korn - Kovers
  - Korn - Souvenir of Sadness
  - Yngwie J. Malmsteen - Unleash the Fury
  - Nine Inch Nails - With Teeth
  - Queens of the Stone Age - Lullabies to Paralyze
  - Static-X - Start a War
  - System of a Down - Hypnotize
  - System of a Down - Mezmerize
  - Steve Vai - Real Illusions: Reflections
  - MegadetH - The System Has Failed
  - Iron Maiden - The Essential
  - Iron Maiden - Death on the Road
- Razpadle skupine

- Dogodki